# Carl Johan Blohm
Carl Johan Blohm, född 24 januari 1716 i Fagerhults församling, Kalmar län, död 13 mars 1782 i Svanshals församling, Östergötlands län, var en svensk präst i Svanshals församling och kontraktsprost i Lysings kontrakt

## Biografi
Carl Johan Blohm föddes 24 januari 1716 på Ringhult i Fagerhults socken. Han var son till sergeanten som sedan blev länsman. Blohm blev 1737 student vid Lunds universitet, Lund och tog magistern därstädes 1745. Han prästvigdes 1746 och blev huspredikant hos riksrådinnan och grevinnan Hård. Samtidigt blev han adjunkt i Bollerups församling, Ullstorps pastorat. Blohm blev 1753 adjunkt i Stora Åby församling, Stora Åby pastorat och samma år komminister därstädes. Han blev 1769 kyrkoherde i Svanshals församling, Svanshals pastorat och 1778 prost. Blohm blev 1779 kontraktsprost i Lysings kontrakt. Han avled 13 mars 1782 i Svanshals socken.

### Familj
Blohm gifte sig första gången 1753 med Susanna Margareta Asping. Hon var dotter till kyrkoherden i Snårestads socken. De fick tillsammans barnen kyrkoherden Johan Erik Blohm (1757–1822) i Veta församling, Carl Adolf och 3 söner.
Blohm gifte sig andra gången 1778 med Beata Roos. Hon var dotter till kyrkoherden i Röddinge socken.